# ファイナル・ガール
ファイナル・ガール (The Final Girl) は、ホラー映画に登場する人物類型である。1960年代後半以降のアメリカで大量に作られたホラー映画が、一様に「純粋な若い女性が男の殺戮者と対決するが最後には生き残る」という構造をもっていることが映画研究の分野で注目され、この類型的な女性像が映画研究者キャロル・クローバーによって「ファイナル・ガール」と命名された。英語圏の映画研究・映画批評においては、とくにフェミニスト映画理論の分野で重要な概念とみなされている。

## 背景

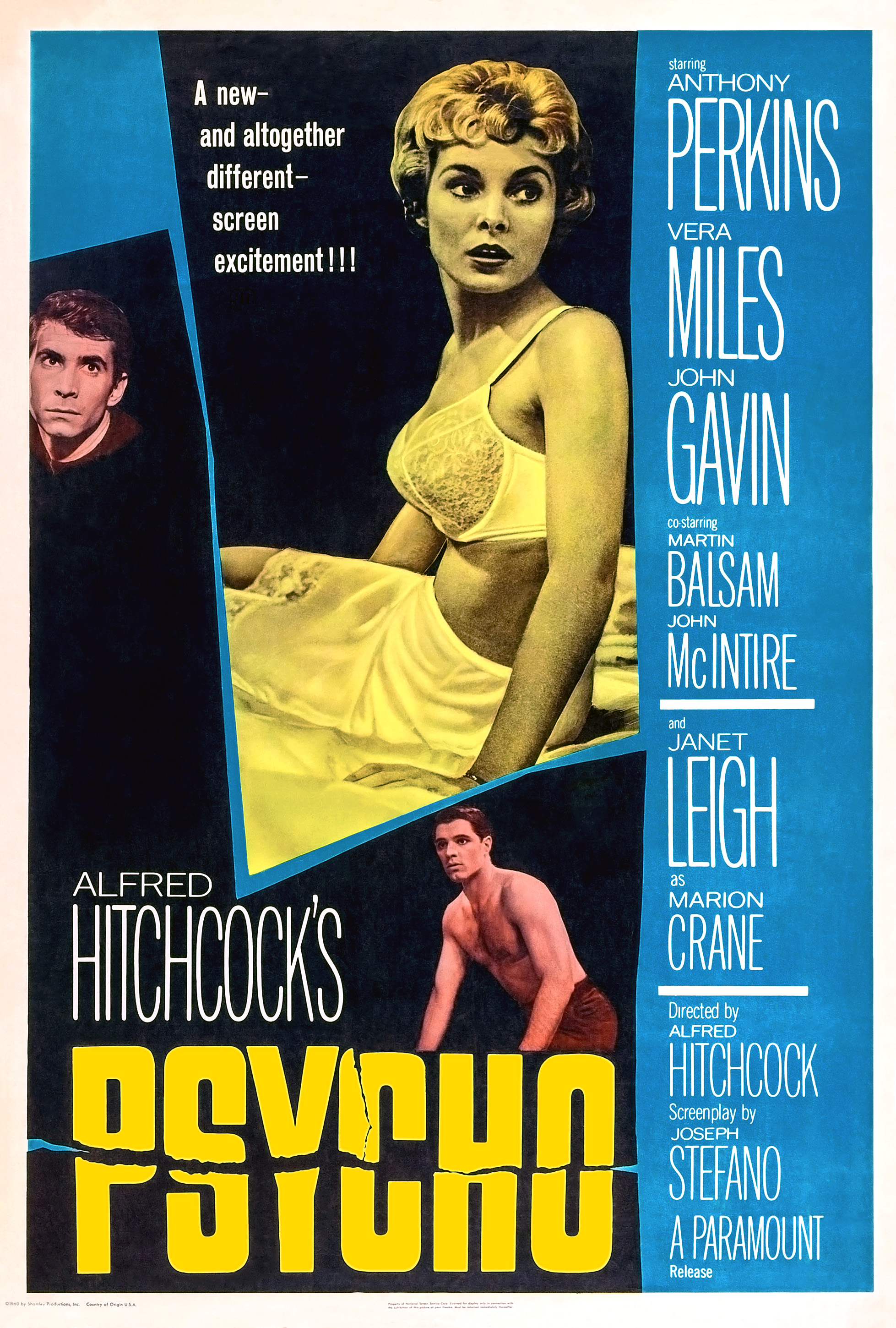
アメリカでホラー映画が脚光を浴びるきっかけとなった映画『サイコ』 (1960)

アメリカのホラー映画は、映画草創期の1910年に公開された短編『フランケンシュタイン』以来、くりかえし製作されてきたが、1960年にヒッチコックの『サイコ』が世界的な成功をおさめると、多くの製作者が参入するようになった。1970年代からは公開本数が急増し、とくに惨劇と暴力を正面から克明に描写するスラッシャー映画と呼ばれるサブジャンルが形成されるようになった。
1978年の『ハロウィン』は32万ドルの低予算ながら7500万ドルの興行収入をあげ、スラッシャー映画の人気を決定づける作品となった。『ハロウィン』と同時期の『悪魔のいけにえ』や『サランドラ』、また1980年代に入ってからの『13日の金曜日』や『エルム街の悪夢』などは多数の続編が作られ、スラッシャー映画の主要作品群となってゆく。
これらの映画は複雑な筋や俳優の演技よりも映像の残酷さ・グロテスクさを呼び物とし、ストーリーは多くの場合、似たような筋書き・人物類型をくり返し使い回していた。その単純さと低俗性のために映画研究・映画批評の分野では長く無視されていたが、長期にわたって観客に根強い人気を保っていたことなどから、しだいに現代アメリカ社会の病理現象のひとつとして考察を試みる研究者が現れるようになった。

## 中世史からホラー映画研究へ
カリフォルニア大学バークレー校の映画研究者キャロル・J・クローバーは、もともとスウェーデンのウプサラ大学で訓練を受け、ハーバード大学で教壇に立っていた中世史家である。クローバーは中世文学の分野で多数のすぐれた論文・著作を発表したのち（これらの業績は後にアメリカ科学芸術アカデミーから顕彰を受けている）、映画研究に転向した。スウェーデンの映画研究所で勤務したあとバークレー校へ赴任し、ここで現代アメリカ映画を幅広く調査するうち、とくにホラー映画に注目するようになった。
中世史家としてのクローバーは、中世文学の最大の特徴が「定型的な物語の流用」「作者の不在性」「読み手・聞き手に主導される語り」などにあると考えていた。クローバーは同様の構造が現代アメリカ映画、とくにホラー映画にあると考え、テクストと社会構造を関連づける自身の手法を用いてホラー映画の詳細な分析を開始した。この研究においてクローバーが抽出してみせた概念が、「ファイナル・ガール」である。

## ファイナル・ガール

### 現代アメリカのスラッシャー映画
キャロル・クローバーは、「ファイナル・ガール」の概念を1987年の論文「彼女の身体・彼自身」で最初に発表し、これは後に『男と女とチェーンソー：現代ホラー映画におけるジェンダー』と題する1992年の著作に収められた。
クローバーは1960年代から1980年代後半までに製作された大量のホラー映画・スラッシャー映画を網羅的に調査し、それらの多くに共通する物語構造と人物造形を抽出した。クローバーによると、現代アメリカのホラー映画には以下の特徴がある。
- 殺戮者はわずかな例外をのぞいてすべて男性である。
- その多くは性的葛藤を抱え、幼少期の母親との関係で深い心理的な傷を負っている[4]。
- 殺戮者の大半は人間だが、サメ、カエル、鳥の大群などに変容していることもある[4]。
- 男の殺害シーンは一般に短時間だが、被害者が女性の場合はクローズアップが多用され、苦痛と絶望感がより克明に描写される[5]。
- 殺される女性の多くは、美しく、性的に奔放である（不道徳なセックスのあと殺戮が行われることも多い）[3]。
- 銃火器が殺害の道具になることはほとんどなく、多くはナイフ、斧、アイスピック、クワといった古典的な凶器が用いられる[6]。

そしてクローバーによれば最も重要なのは、こうした殺戮と暴力の物語を生きのびて最後に生還するのが、多くの場合、若く素朴な女性だということである。

### ファイナル・ガールの特徴
これをクローバーは「ファイナル・ガール」と呼んで、現代ホラー映画・スラッシャー映画を特徴づける重要な要素だと考えた。
ファイナル・ガールは物語の冒頭から登場しているが、惨殺されてゆく周囲の友人たちとは違って、登場人物のなかで唯一、身に降りかかる危難の徴候を察知し、次に起こることを予測し始める。クローバーによればファイナル・ガールは、
- 殺害される他の女性たちと比べて性的魅力には劣るが、知的で分別があり、注意深い。
- 『ハロウィン』の「ローリー」のように中性的な名前を与えられていることも多い。
- 自らの力で苦境を切り抜け、物語の終盤にいたって安全な場所へ脱出するか、または殺戮者を打ち倒すことに成功する[7]。

こうした点で、ファイナル・ガールは物語における「分析的な視線 investigative gaze」を象徴する存在である。
クローバーによると、スラッシャー映画では物語が進行してゆくとき、初めのうちカメラは殺戮者の視点を取ることが多い。被害者たちを暗がりからのぞき見る視線があり、やがて暴力シーンになると、殺戮者の視点から、叫び苦しむ被害者たちが描かれる。ところがファイナル・ガールが活躍し始めると視点は彼女の側に移動し、観客は彼女とともに苦境を切り抜け、殺戮者を倒すことに快哉を叫ぶのである。

### ファイナル・ガールとジェンダーの攪乱

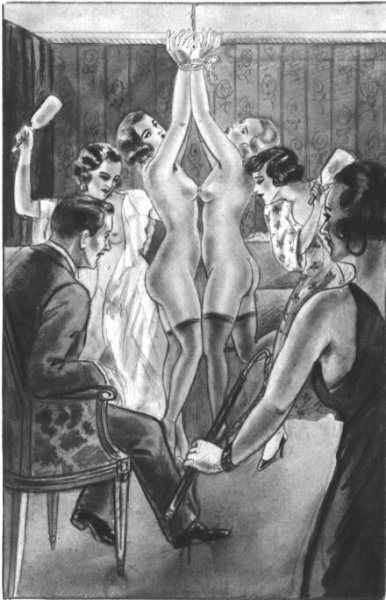
『愛しき辱め』と題された大衆小説の挿絵 (1936)。こうした女性を虐待するシーンの描写が売り物の小説の起源はヴィクトリア朝時代までさかのぼり、クローバーはこれをスラッシャー映画の原型の一つではないかと示唆している。

キャロル・クローバーが「ファイナル・ガール」に注目した理由の一つは、フェミニスト映画理論への関心である。
それまでのフェミニスト映画理論においては、ローラ・マルヴィに代表されるように、映画というメディアが担っているのは「男から女へ注がれるまなざし」だと考えられてきた。男の観客はスクリーンに登場する男に感情移入し、かれらを通じて、映画の中の女たちを見つめるのである。
そうした回路によって、映画という装置の全体が、男が女を執拗に眺めまわし服従させるための構造を持っている。その構造に沿って、映画に登場する男性は自立し決断力に富んでいるが、女性は最終的には男の判断を受け入れるものとして描かれる。1980年代前半までのフェミニスト映画理論においては、そのように主張されてきた。
しかしスラッシャー映画においては、観客の大半が若い男性であるにもかかわらず、前半で壮絶な暴力をふるう殺戮者たちは理想的な男性性を欠いており（性的不能が強く暗示されるケースもある）、後半で殺戮者を打ち倒し生還するファイナル・ガールは自立した若い女性である。
観客は前半では殺戮者の視点で若い女の惨殺に恐怖するというサディスティックな快楽を楽しむが、後半では女性による逆襲に喝采を送る。そこには、旧来のフェミニスト映画理論では説明できないジェンダー概念の攪乱がある。
キャロル・クローバーがスラッシャー映画とファイナル・ガールに注目した最大の理由はここにあった。

### ファイナル・ガールの物語
そうしたジェンダーの攪乱がスラッシャー映画においてどのように生じているのかについて、クローバーが示した説明モデルの主要部分は、当時のフェミニスト映画理論の影響を強く受け、精神分析的な解釈である。
クローバーによれば、殺戮者たちの不安定さ・奇形性は、助けを求めることのできない弱い子供のような「女性的男性」を象徴している。一方でファイナル・ガールは女性だが、言動や判断力・分別の強さなどから自立した成人男性の代替物という性格を強くもち、その点で両性具有的な「男性的女性」として位置づけられる。
男の殺戮者による暴力からファイナル・ガールによる反撃へ進んでゆくというスラッシャー映画の物語構造は「ジェンダー・アイデンティティのゲーム gender-identity game」であり、そこで語られているのは、ジェンダー間の境界線が動揺しながら物語の主体が女性的男性から男性的女性へと移行してゆくプロセスである。
ヒッチコックの『サイコ』においては主人公ベイツが母親と二重人格になることによって男性を女性へ置き換えていったが、現代スラッシャー映画では、女性を再ジェンダー化 (regendering)することによってジェンダーの交換を解決する。このジェンダー交換が完成するとき、スプラッター映画も終幕を迎えることになる。クローバーは「ファイナル・ガールが男根化されるとき物語の進行は停止し、恐怖は終わりを告げる。夜が明け、共同体はふたたび元の状態へと戻ってゆくのだ」と指摘している。

### スラッシャー映画の歴史的位置
なぜアメリカでそうした作品が大量に出現することになったかについてクローバーは明確な説明を与えていないが、1960年代後半からフェミニズム運動が全米で活発になって生じた伝統的な性規範・性役割の動揺や、それを明確に言語化できず困惑した男性たちの恐怖心が作品に投影されているのではないかと示唆している。 
またクローバーは、若い女性に執拗な暴力を加えるというスラッシャー映画の起源についてもいくつかの示唆を行っている。映画としては、パール・ホワイトが主演して国際的な成功をおさめた連続映画『ポーリーヌの苦難 』（1914）シリーズが、女性にくりかえし危険が襲いかかる様子を楽しむ映画の最初の例とされている。
物語構造としてはさらに古く、女性を鞭でたたく残酷なシーンが売り物だったヴィクトリア朝時代のスパンキング文学（Spanking literature; Victorian flagellation literature）が前史と指摘されている。

## ファイナル・ガールの例
クローバーの論文が発表されると「ファイナル・ガール」の概念は映画研究の枠を越えて注目を集め、一般メディアでも広く取り上げられるようになった。アメリカの批評家が選んだ「ファイナル・ガール」には、以下の例がある。
| 役名     | 役名            | 作品名           | 原題                            | 公開年 |
| -------- | --------------- | ---------------- | ------------------------------- | ------ |
| サリー   | Sally Hardesty  | 悪魔のいけにえ   | Texas Chainsaw Massacre         | 1974   |
| ジェス   | Jess Bradford   | 暗闇にベルが鳴る | Black Christmas                 | 1974   |
| ローリー | Laurie Strode   | ハロウィン       | Halloween                       | 1978   |
| アリス   | Alice Hardy     | 13日の金曜日     | Friday the 13 th                | 1978   |
| リプリー | Ellen Ripley    | エイリアン       | Alien                           | 1979   |
| ナンシー | Nancy Thompson  | エルム街の悪夢   | A Nightmare on Elm Street       | 1984   |
| シドニー | Sidney Prescott | スクリーム       | Scream                          | 1996   |
| ジュリー | Julie James     | ラストサマー     | I Know What You Did Last Summer | 1997   |
| エリン   | Erin Harson     | サプライズ       | You're Next                     | 2011   |
| ダナ     | Dana Polk       | キャビン         | The Cabin in the Woods          | 2011   |

## 関連文献
- Adams, Michael J. Laurie Strode (2010). A Psychoanalytic Criticism of the Final Girl's Appearance in the Halloween Series (Parts 1, 2 and H: 20), Thesis, California State University.
- Clover, Carol J. (1992). Men, Women, and Chain Saws: Gender in the Modern Horror Film. Princeton University Press
- Block, Marcelline, and Block (2011). "Slasher Movies." In The Multimedia Encyclopedia of Women in Today's World, by Mary Stange, and Carol Oyster. Sage Publications.
- Connelly, Kelly (2006). "From Final Girl to Final Woman: Defeating the Male Monster in Halloween and Halloween H20," Journal of Popular Film and Television.
- Gill, Pat (2002). "The Monstrous Years: Teens, Slasher Films, and the Family", Journal of Film and Video, 54:4.
- Leath-Malin, Kristina (2016). My Final Girl: The Black Women of American Horror Cinema, Thesis, Long Island University, 2016.
- Petridis, Sotiris (2014), "A Historical Approach to the Slasher Film," Film International, 62.
- Staiger, Janet (2015). "The Slasher, the Final Girl and the Anti-Denouement," Style and Form in the Hollywood Slasher Film, ed. By Wickham Clayton, Palgrave MacMillan.
- Trencansky, Sarah (2001). "Final Girls and Terrible Youth: Transgression in 1980s Slasher Horror," Journal of Popular Film & Television, 29:2.

- 鷲谷花「恐怖のフェミニズム : 「ポストフェミニズム」ホラー映画論」（『現代思想』48(4), 2020)
- 福永保代「ホラー映画における恐怖の表象としての女性 : 『サイコ』のヒロイン殺害をめぐる一考察」（『フェリス女学院大学文学部紀要』48, 2013)

## 関連リンク
- Crow, David (2018年10月31日). “The 13 Best Final Girls in Horror Movie History”. Den of Geek. 2019年1月5日閲覧。
- Grady, Constance (2017年3月10日). “Buffy the Vampire Slayer's feminism is still subversive, 20 years later”. Vox. 2018年10月12日閲覧。
- Mackie, Drew (2015年10月12日). “From Jamie Lee Curtis to Neve Campbell: 13 of the Best Horror Movie 'Final Girls'”. People. 2015年11月14日時点のオリジナルよりアーカイブ。2018年10月12日閲覧。
- Miner, Matt (2011年9月23日). “Slashers and survivors: Horror's top 5 "final girls"”. Westword. 2018年10月12日閲覧。
- Ryan, Danielle (2017年4月5日). “5 Horror Movies that Subvert the "Final Girl" Trope”. Paste. 2018年10月12日閲覧。
- Vorel, Jim (2016年10月4日). “The 20 Best "Final Girls" in Horror Movie History”. Paste. 2018年10月12日閲覧。